# Samuel Gili Gaya
Samuel Gil y Gaya (* 16. Februar 1892 in Lleida; † 8. Mai 1976 in Madrid) war ein spanischer Romanist, Hispanist und Lexikograf.

## Leben und Werk
Gili Gaya studierte in Barcelona (Pharmakologie) und Madrid (Philologie) und promovierte 1924  als Schüler von Tomás Navarro Tomás mit der Arbeit Elementos fónicos que influyen en la entonación castellana. Er war Stipendiat im Centro de Estudios Históricos von Ramón Menéndez Pidal. Er unterrichtete in Baeza, Huesca und Madrid und publizierte zwischen 1922 und 1936 acht Bände spanischer Klassikerausgaben. Er lehrte  in Puerto Rico und am  Middlebury College. In Folge des  Spanischen Bürgerkriegs kam der als Katalanist verschriene Gili Gaya nach Santander und Torrelavega. Er leitete ab 1946 die Abteilung Spanisch für Ausländer an der Universidad Internacional Menéndez Pelayo. Ab 1952 war er Mitarbeiter am Diccionario Histórico der Real Academia Española. Nach seiner Pensionierung 1958 ging er zurück an die Universität Puerto Rico.
Gili Gaya wurde 1961 in die Real Academia Española gewählt und war dort sehr aktiv, u. a. steuerte er zum Esbozo de una nueva Gramática de la lengua española (1973) die Syntax bei. Seine bedeutendste lexikografische Leistung ist der Tesoro lexicográfico 1492–1726 (Madrid 1947–1957, 1005 Seiten), der den Wortschatz von 93 Wörterbüchern des 15. bis 18. Jahrhunderts zusammenfasste, dies aber nur für die Buchstaben A–E, da sich anschließend eine elektronische Bearbeitung abzeichnete. Unter seinen weiteren Wörterbüchern ragt die vergleichende Synonymik von 1958 hervor.
An der Universität Lleida ist seit 1968 der Lehrstuhl für Katalanische Kultur nach ihm benannt.

## Werke
- (Hrsg.) Historiadores de los siglos XVI y XVII, Madrid 1925
- Ortografía práctica española, Madrid/Valencia 1937; 11. Auflage Barcelona 1986
- Resumen práctico de Gramática Española, Madrid/Valencia 1937
- Curso superior de Sintaxis española, Mexiko 1943, 2. Auflage, Barcelona 1948, 15. Auflage 2002
- Iniciación en la Historia literaria universal, Barcelona 1944
- Diccionario general ilustrado de la lengua española, Barcelona 1945 (Vox)
- Tesoro lexicográfico, 1492–1726, 3 Faszikel, Madrid 1947 (A–C); A–E, 1 Bd., Madrid 1957
- (Hrsg.) Diego de San Pedro, Obras, Madrid 1950
- Elementos de fonética general, Madrid 1950
- Nociones de Gramática histórica española, Barcelona 1952
- (Hrsg.) Andrés Bello, Estudios filológicos. 1. Principios de la ortología y métrica de la lengua castellana y otros escritos, Caracas 1955
- Diccionario de sinónimos, Barcelona 1958 (vergleichende Synonymik)
- Diccionario manual ilustrado de la lengua española, Barcelona 1959
- Diccionario abreviado de la lengua española, 2. Auflage, Barcelona 1960, 16. Auflage 1985
- L’Atlantida de Verdaguer. Lliço inaugural de la Cátedra de Cultura Catalana, llegida el 14 d’octubre de 1968, Lleida 1969
- Diccionario escolar de la lengua española, Barcelona 1971
- Estudios de lenguaje infantil, Barcelona 1972
- Nuestra lengua materna. Observaciones gramaticales y léxicas, San Juan de Puerto Rico 1973
- Estudios sobre el ritmo, hrsg. von Isabel Paraíso, Madrid 1993